# Çıraqqala Siyəzən FK
El Çıraqqala Siyəzən FK (en azerí: Çıraqqala Siyəzən Futbol Klubu) fue un equipo de fútbol de Azerbaiyán que jugó en la Liga Premier de Azerbaiyán, la primera categoría nacional.

## Historia
Fue fundado en el año 1991 en la ciudad de Siyəzən y un año después fue uno de los equipos fundadores de la Liga Premier de Azerbaiyán, de la cual fue uno de los primeros equipos descendidos de la primera categoría.
Luego de dos temporadas en la segunda categoría, el club desaparece en 1994.

## Temporadas
| Temporada | Liga | Liga | Liga | Liga | Liga | Liga | Liga | Liga | Liga | Copa          | Goleador      | Goleador |
| Temporada | Div. | Pos. | J    | G    | E    | P    | GF   | GC   | PTS  | Copa          | Nombre        | Goles    |
| --------- | ---- | ---- | ---- | ---- | ---- | ---- | ---- | ---- | ---- | ------------- | ------------- | -------- |
| 1992      | 1    | 22   | 38   | 15   | 2    | 21   | 35   | 68   | 34   | 1/4           | Vahid Sadıqov | 12       |
| 1993      | 2    | 6    | 16   | 5    | 2    | 9    | 19   | 21   | 12   | Segunda ronda |               |          |
| 1993–94   | 2    | 4    | 18   | 10   | 1    | 7    | 25   | 19   | 21   | 1/16          |               |          |